# Petit Pyréneste
Pyrenestes minor
Espèce
Statut de conservation UICN

 LC  : Préoccupation mineure
Le Petit Pyréneste (Pyrenestes minor) est une espèce de passereaux appartenant à la famille des Estrildidae.
Son aire s'étend à travers le sud de la Tanzanie le Malawi et le Mozambique.